# 库伦旗
库伦旗是内蒙古自治区通辽市下辖的一个旗。位于内蒙古东部，南邻辽宁。面积4650平方千米，旗人民政府駐库伦镇東梁新區。

## 沿革
庫倫旗前身是清代的錫埒圖庫倫旗，滿洲國时期与周边旗合并，1934年改置庫倫旗。1948年划入辽北省哲里木盟。1949年划归内蒙古自治区。1969年划入吉林省，1979年复归内蒙古自治区。1999年属通辽市。

## 行政区划
库伦旗下辖5个镇、1个乡、2个苏木：
库伦镇、扣河子镇、白音花镇、六家子镇、额勒顺镇、茫汗苏木、先进苏木和水泉乡。

## 人口
根据(内蒙古自治区)通辽市第七次全国人口普查公报显示：库伦旗常住人口为151133人，男性人口占比51.11%，女性人口占比48.89%，年龄结构中0-14岁占比14.92%，15-59岁占比65.06%，60岁以上占比20.03%，65岁以上占比13.06%。
庫倫旗是一個以蒙古族為主體的，漢、回、滿等11個民族居住的旗。

## 特产
库伦荞麦：中国地理标志产品。